# Archaeochlus drakensbergensis
Archaeochlus drakensbergensis är en tvåvingeart som beskrevs av Lars Zakarias Brundin 1966. Archaeochlus drakensbergensis ingår i släktet Archaeochlus och familjen fjädermyggor.
Artens utbredningsområde är Lesotho. Inga underarter finns listade i Catalogue of Life.